# 如夢一場
〈如夢一場〉（英語：Puhoy）是《探險活寶》第五季的第16集。在卡通頻道2013年4月8日播出。本集以阿寶和老皮為主角。在這一集裡，空中再次降下暴風刀子雨，而阿寶因為火焰公主無法理解他的笑話，而苦惱地鑽進一個巨大的枕頭堡壘裡放空。阿寶睡著做夢，在枕頭世界裡他長大成人並娶一個枕頭女人為妻，名為小花枕（Roselinen），並有兩個孩子：小杰（Jay）和妮妮（Bonnie）。在枕頭世界裡，阿寶經歷衰老與死亡，然後在現實世界中醒來，很快又接到火焰公主的電話。